# Steven Spielberg
Steven Allan Spielberg (Cincinnati, 18. prosinca 1946.), američki filmski redatelj, trostruki dobitnik Oscara i financijski najuspješniji filmaš u povijesti.
Tijekom karijere, Spielberg se u svojim filmovima dotaknuo mnogih tema i žanrova. Tijekom sedamdesetih, osamdesetih i devedesetih, tri njegova filma: Ralje, E.T. i Jurski park postali su financijski najuspješniji filmovi u svojem vremenu. Tijekom svojih ranih godina kao redatelj, njegovi SF i pustolovni filmovi često su bili navođeni kao najviša dostignuća u snimanju blocbuster filmova modernog Hollywooda.

## Rana karijera (1968. – 1975.)
Njegov prvi profesionalni rad na televiziji bilo je režiranje jednog od segmenata za pilot epizodu serije Night Gallery. Isječak koji je snimio zvao se Oči, a u glavnoj ulozi nastupila je Joan Crawford, te su ona i Spielberg ostali veliki prijatelji sve do njezine smrti. Nakon toga i epizode serije Marcus Welby M.D., Spielberg je dobio prvi dugometražni zadatak: epizodu serije Name of the Game koja se zvala L.A. 2017. Ova SF epizoda impresionirala je Universal Studios pa su mu ponudili kratkoročni ugovor.
Oduševljeni njegovim radom, šefovi studija potpisali su s njim ugovor za tri televizijska filma. Prvi je bio Dvoboj, o monstruoznoj cisterni koja pokušava maknuti s puta manji auto. Drugi film bio je Something Evil koji je trebao biti snimljen i kapitaliziran na osnovi popularnosti tada najprodavanije knjige, Egzorcist, koja još nije bila prenesena na platno. Odradio je ugovor snimivši TV film Savage, s Martinom Landauom u glavnoj ulozi. Spielbergov prvi kino film bio je The Sugarland Express, o bračnom paru koje proganja policija zato što su vratili svoje oduzeto dijete. Kritičari su hvalili film i spominjali kako je na vidiku novi veliki redatelj, ali film je prošao vrlo loše u kinima.
Studijski producenti Richard Zanuck i David Brown ponudili su Spielbergu režiranje filma Ralje, horor filma prema romanu Petera Benchleyja. Film o morskom psu ubojici osvojio je tri Oscara (za montažu, glazbu i zvuk), a zaradio je preko 100 milijuna dolara u kinima, što je bio novi američki rekord po box-office zaradi. Ralje su proslavile Spielberga, a osim toga postao je jedan od najmlađih američkih multimilijunaša, što je Spielbergu dalo veliki stupanj autonomije u biranju sljedećih projekata. Film je bio nominiran za Oscara za najbolji film te je označio prvu od tri suradnje s glumcem Richardom Dreyfussom.

## Kraljblockbustera(1975. – 1993.)
Odbivši režiranje filma Ralje 2, Spielberg i glumac Richard Dreyfuss ponovno su udružili snage na filmu o NLO-ovima, Bliski susreti treće vrste 1977. Bio je to jedan od rijetkih filmova za koje je napisao scenarij. Film je bio veliki kino hit, a Spielberg je zaradio prvu nominaciju za Oscara za režiju i šest drugih nominacija. Osvojio je Oscara u dvije kategorije (snimatelj-Vilmos Zsigmond i za zvučnu montažu-Frank E. Warner).
Spielbergov uspjeh s mainstream i komercijalnim filmovima dočekan je s prijezirom među filmskim kritičarima. Njegov film 1941, visokobudžetna farsa iz 2. svjetskog rata, razočarala je i publiku i kritiku. Za sljedeći film udružio se s prijateljem Georgeom Lucasom, kreatorom Ratova zvijezda, na akcijskom pustolovnom filmu, Otimači izgubljenog kovčega, prvom iz serije filmova o Indiani Jonesu. Bio je to izraz njegova poštovanja napetim serijalima iz zlatnog doba Hollwooda, s Harrisonom Fordom (s kojim je Lucas prethodno surađivao u filmovima Ratovi zvijezda) u ulozi arheologa i pustolova Indiane Jonesa. Postao je najuspješniji film 1981. te zaradio nekoliko nominacija za Oscara, između ostalih i one za režiju (druga Spielbergova nominacija) i najbolji film (drugi Spielbergov film nominiran za najbolji film). Otimači se još smatraju školskim primjerom akcijskog žanra.
Godinu dana poslije, Spielberg se vratio SF žanru, s filmom E.T. Bila je to priča o prijateljstvu dječaka i izvanzemaljca koji se pokušava vratiti u svemir. E.T. je postao financijski najuspješniji film svih vremena, sve dok ga nije nadmašio jedan drugi njegov film, Jurski park, 1993. E.T. je bio nominiran za mnoštvo Oscara, između ostalih i za najbolji film i režiju. U isto vrijeme, Spielberg je bio povezan s produkcijom filma Poltergeist. Spielberg i George Lucas snimili su novi film o Indiani Jonesu, Indiana Jones i ukleti hram. Recenzije filma su bile nešto manje pozitivne nego za njegova prethodnika, iako je film bio hit u kinima. Kritike su bile usmjerene na manjak energije u odnosu na original i na netočan prikaz kulture Istočne Indije. 1983. i 1984. Spielberg je snimio dva nova uspješna filma, Zona sumraka i Goonies.
1985. je objavio film Boja purpura, adaptaciju istoimenog romana Alice Walker, koji je dobio Pulitzerovu nagradu, o generaciji potlačenih afro-američkih žena (Whoopi Goldberg i Oprah Winfrey) tijekom Velike gospodarske krize u Americi (Danny Glover) odigrao je nasilnog kućnog starješinu). Film je financijski bio neuspješan, ali kritičari su pozdravili uspješan Spielbergov zaokret prema dramskom žanru. Roger Ebert proglasio ga je najboljim filmom godine, a kasnije ga je uvrstio u svoju zbirku Great Films. Film je nominiran za 11 Oscara, uključujući dvije nominacije za Whoopi Goldberg i Oprah Winfrey. Međutim, Spielberg nije zaradio nominaciju za režiju. 1987., kako se Kina počela otvarati svijetu, Spielberg je snimio prvi američki film u Šangaju još od tridesetih godina, adaptaciju autobiografskog romana J.G. Ballarda, Carstvo sunca. Film je zaradio pohvale kritike, nominiran je za nekoliko Oscara, ali nije ostvario očekivanu zaradu u kinima. Kritičar Andrew Sarris prozvao ga je filmom godine, a kasnije ga uvrstio među najbolje filmove desetljeća.
Nakon dva zalaska u dramski žanr, Spielberg je snimio još jednog Indiana Jonesa, nazvanog Indiana Jones i posljednji križarski pohod, a uz Harrisona Forda nastupio je i Sean Connery. Film je primio pozitivne kritike i ostvario veliku zaradu na box officeu. Nakon toga Spielberg je ponovno ujedinio snage s Richardom Dreyfussom za film Uvijek o vratolomnom pilotu koji gasi šumske požare. Bio je to njegov prvi romantični film, a doživio je neuspjeh u kinima te primio različite kritike.
Spielberg je 1991. snimio film Kuka, o srednjovječnom Petru Panu (kojeg je glumio Robin Williams), koji se vraća u Nigdjezemsku. S brojnim preradama scenarija, promjenama glumaca i miješanim kritikama, film je uspio zaraditi 119 milijuna dolara samo u Americi (budžet je bio 70 milijuna). 1993. Spielberg se vratio pustolovnom žanru s adaptacijom romana Michaela Crichtona, Jurski park, o dinosaurima. S revolucionarnim specijanim efektima za koje se pobrinuo studio Industrial Light and Magic, prijatelja Georgea Lucasa, film je postao jedan od deset financijski najuspješnijih filmova svih vremena u Americi, uz njegov prijašnji E.T. Jurski park bio je prvi film koji je koristio DTS tehnologiju, projekt u kojeg je investirao i Spielberg.
Spielbergov film Schindlerova lista temeljen je na istinitoj priči Oskara Schindlera, čovjeka koji je riskirao vlastiti život kako bi spasio 1100 ljudi od holokausta. Schindlerova lista donijela je Spielbergu njegovog prvog Oscara za režiju (proglašen je i najboljim filmom). Iako je film postigao veliki uspjeh, Spielberg je izjavio kako je upotrijebio profit od filma da uspostavi fond Shoah, neprofitnu organizaciju koja bi arhivirala filmska svjedočenja preživjelih iz holokausta. Neki kritičari tvrde kako je Schindlerova lista najprecizniji prikaz holokausta, a 1999. Američki filmski institut ga je uvrstio na 9. mjesto 10 najboljih filmova ikad snimljenih.

## 1993. do danas
1993. Spielberg je uzeo četverogodišnji odmor od režiranja da može provesti više vremena sa svojom obitelji i izgraditi svoj novi studio, DreamWorks. 1997. je preuzeo kormilo za nastavkom Jurskog parka, Jurski park: Izgubljeni svijet, koji je zaradio oko 230 milijuna dolara u domaćim kinima unatoč podijeljenim kritikama. Amistad (kao i Schindlerova lista) bio je temeljen na istinitoj priči o pobuni afričkih robova. Iako su pohvale kritike pljuštale sa svih strana, film ipak nije dobro prošao u kinima. Spielberg je izdao Amistad pod etiketom svog novog studija DreamWorks Pictures, a svi njegovi sljedeći filmovi će biti snimani u njegovu studiju.
1998. Spielberg je snimio dramu iz 2. svjetskog rata, Spašavanje vojnika Ryana, o grupi američkih vojnika koju predvodi satnik Miller (Tom Hanks) koji pokušavaju pronaći nestalog vojnika u Francuskoj. Spielberg je osvojio drugi Oscar za režiju. Realistični prikaz borbenog nasilja utjecali su na kasnije ratne filmove kao što su Pad crnog jastreba i Neprijatelj pred vratima. Film je, osim toga, bio prvi veliki hit njegova studija, koji je producirao film zajedno sa studijom Paramount Pictures. Kasnije su Spielberg i Hanks producirali televizijsku miniseriju prema romanu Stephena Ambrosea, Združena braća. Serija je dobila mnoštvo nagrada na dodjeli Zlatnih globusa i Emmyja.
2001. Spielberg je snimio zadnji projekt svog prijatelja i redatelja Stanleyja Kubricka, Umjetna inteligencija, koji Kubrick nije uspio snimiti tijekom svog života. Futuristički film o humanoidnom androidu koji žudi za ljubavlju udario je temelje nekim novim vizualnim efektima i ponudio višeslojnu, alegoričnu priču. Spielberg i glumac Tom Cruise surađivali su prvi put na futurističkom neo-noir filmu Specijalni izvještaj, temeljenom na kratkoj SF priči Phillipa K. Dicka o policijskom kapetanu iz Washingtona koji radi odjelu za predviđanje i sprečavanje ubojstava. Film je zaradio odlične kritike, a web stranica Rottentomatoes.com objavila je kako je 199 od 217 recenzija koje su pregledali, bilo pozitivno.
Iako je kritiziran zbog izostavljanja nekih tema iz Dickove priče, film je hvaljen zbog futurističke počasti film noiru, sa svojim inteligentnim pretpostavkama i strukturom "krimića". Film je zaradio preko 300 milijuna dolara u kinima širom svijeta. Roger Ebert, koji ga je nazvao najboljim filmom 2002., pohvalio je vizije budućnosti od kojih zastaje dah. Spielbergov film Uhvati me ako možeš govorio je o smionim avanturama mlađahnog prevaranta (kojeg je glumio Leonardo DiCaprio). Christopher Walken zaradio je nominaciju za Oscara u kategoriji najboljeg sporednog glumca. Film je prepoznatljiv i po glazbi Johna Williamsa i jedinstvenoj uvodnoj špici. Spielberg je ponovno surađivao s Tomom Hanksom u filmu Terminal, zajedno s Catherine Zeta-Jones i Stanleyjem Tuccijem. Bila je to romantična komedija o čovjeku iz Istočne Europe koji ostaje zarobljen u zračnoj luci. Kritike su bile pomiješane, ali je film prošao relativno dobro u kinima. 2005. časopis Empire stavio je Spielberga na prvo mjesto najvećih redatelja svih vremena. 2005. Spielberg je snimio moderniziranu adaptaciju romana H.G. Wellsa, Rat svjetova (u ko-produkciji Paramounta i DreamWorksa), a u glavnim ulogama nastupili su Tom Cruise i Dakota Fanning. Kao i na prošlim Spielbergovim filmovima, Industrial Light and Magic pobrinuo se za vizualne efekte. Za razliku od E.T.-ja i Bliskih susreta treće vrste, koji su opisivali prijateljske izvanzemaljske pridošlice, Rat svjetova govorio je o nasilnim izvanzemaljskim napadačima.
Film München, koji govori o masakru izraelskih sportaša na Olimpijskim igrama 1972. u Münchenu, je bio drugi film koji je govorio o židovskim vezama u svijetu (prvi je bio Schindlerova lista). Film je nastao po knjizi kanadskog novinara Georgea Jonasa, knjizi čiju su istinitost novinari često dovodili u pitanje. Film je dobio odlične kritike, ali je podbacio u američkim i svjetskim kinima, a ostaje i jedan od najkontroverznijih Spielbergovih filmova. München  je zaradio nominacije za Oscara u kategorijama za najbolji film, montažu, glazbu (Johna Williamsa), adaptirani scenarij i režiju. Bila je to šesta Spielbergova nominacija za režiju i peta nominacija za najbolji film.

## Producentski rad
Od sredine osamdesetih Spielberg je sve više vremena posvećivao producentskom radu. Producirao je nekoliko crtanih filmova, kao što su Tiny Toon Adventures, Animanijaci, Pinky and the Brain, Toonsylvania i Freakazoid!. Kratko vrijeme je bio i izvršni producent serije Hitna služba.
1993. se pojavio u ulozi producenta dugoočekivane televizijske serije, seaQuest DSV; SF serija smještena u "blisku budućnost" s Royem Scheiderom i Jonathanom Brandisom. Serija se prikazivala na NBC-u nedjeljom u 20 sati. Dok je prva sezona bila srednje uspješna, druga je još više podbacila. U trećoj sezoni se Spielbergovo ime nije pojavljivalo, a serija se prestala snimati sredinom iste sezone.
Spielberg je producirao film Gejšina sjećanja, adaptaciju najprodavanijeg romana Arthura Goldena, a isprva se njegovo ime dovodilo u vezu s režijom filma. 2006. je bio jedan od producenata, zajedno s čuvenim filmašem Robertom Zemeckisom, dječjeg filma Monster House, označivši tako njihovu prvu suradnju još od 1990. i filma Povratak u budućnost 3. Osim toga, prvi se put udružio s Clintom Eastwoodom, producirajući Eastwoodove filmove Zastave naših očeva i Pisma s Iwo Jime s Robertom Lorenzom i samim Eastwoodom. Tako je zaradio svoju dvanaestu nominaciju za Oscara jer je potonji film bio nominiran za najbolji film.
Od televizijskih projekata, valja istaknuti serije Združena braća i Taken.

## Stil

### Teme
Teme Spielbergovih filmova često se ponavljaju. Većina njegovih filmova bavi se običnim ljudima koji traže ili koji dolaze u kontakt s neobičnim bićima ili nalaze sami sebe u neobičnim okolnostima. Ovo je evidentno u filmovima Dvoboj, Ralje, Bliski susreti treće vrste, E.T., Carstvo sunca, Kuka, Jurski park, Spašavanje vojnika Ryana, Uhvati me ako možeš, Terminal, Rat svjetova i München. U intervjuu AFI-ju iz kolovoza 2000., Spielberg je govorio o mogućnosti postojanja izvanzemaljskog života te kako je to utjecalo na neke njegove filmove. Tu fasciniranost svemirom, Spielberg je pokazao nekoliko puta, primjerice snimajući zvijezde u pozadini svojih filmova kao što su Ralje. Spielberg je izjavio kako se u djetinjstvu osjećao kao izvanzemaljac, te da je zanimanje pokupio od oca, obožavatelja znanstvene fantastike, koji je tvrdio kako izvanzemaljci ne bi putovali svjetlosnim godinama kako bi se sukobili s ljudima, nego kako bi s njima podijelili znanje.
Česte teme njegovih obiteljskih filmova su bezazleni, čak naivni osjećaji čuđenja i vjere, o čemu svjedoče filmovi kao što su Bliski susreti treće vrste, E.T., Kuka i Umjetna inteligencija. Druge teme koje se pojavljuju u tim filmovima, su gubljenje nevinosti i odrastanje. U Carstvu sunca, Jim, razmaženi engleski mladić, gubi nevinost kroz patnje 2. svjetskog rata u Japanu. Slična stvar događa se u filmu Uhvati me ako možeš, dok Frank naivno vjeruje kako može ujediniti razdvojenu obitelj ako skupi dovoljno novca kako bi ih mogao uzdržavati.
Najpostojanija tema njegovih filmova su napetosti u odnosu između roditelja i djece. Roditelji (često očevi) se opiru, odsutni su i ignoriraju svoju djecu. Peter Banning u Kuki na početku je prikazan kao roditelj koji se više bavi svojim poslom nego djecom, a tijekom filma stječe poštovanje svoje djece. Najupečatljiviji primjer ove teme je uloga Elliottova odsutnog oca u E.T.-u. U filmu Indiana Jones i posljednji križarski rat, otkriva se da je Indyjev odnos s ocem uvijek bio nategnut. Otac, također arheolog, bio je uvijek više zainteresiran za svoj posao, pogotovo za svoje studije o Svetom Gralu, nego za svog sina, te nije uvidio ili shvatio negativni efekt koji njegova priroda ostavila na Indyju (on čak vjeruje kako je bio dobar otac u smislu da je naučio sina "samopouzdanju"). Oskar Schindler, iz Schindlerove liste, gnuša se ideje da bi mogao imati dijete sa svojom ženom. München opisuje Avnera, čovjeka udaljenog od svoje žene i tek rođene kćeri. Postoje, dakako, i iznimke; Brody u Raljama je predan obiteljski čovjek, dok je John Anderton u Specijalnom izvještaju slomljen nakon nestanka sina. Ova tema je možda autobiografski aspekt Spielbergovih filmova, jer je Spielberg kao dijete doživio razvod roditelja i očevu odsutnost. Osim toga, protagonisti njegovih filmova često dolaze iz obitelji s razvedenim roditeljima, što se najjače osjeća u filmovima E.T. (majka glavnog junaka, Elliota, je razvedena) i Uhvati me ako možeš (roditelji Franka Abagnalea na početku filma se rastaju).
Spielbergovi filmovi većinom su pozitivno obojeni. Kritičari često prigovaraju da su njegovi filmovi očigledno sentimentalni, dok Spielberg u tom ne vidi ništa loše sve dok to nije usiljeno, a kao najveće uzore navodi redatelje Franka Capru i Johna Forda. Ima i iznimaka, kao u njegovu debitantskom filmu The Sugarland Express, koji ima nesretan završetak kad Ill Fae gubi skrbništvo nad kćerkom, te primjer iz bliske prošlosti: u Umjetnoj inteligenciji kad njegova prava majka ne prihvaća Davida. Ipak, njegov opus od 2000. pa nadalje, od Umjetne inteligencije do Municha, malo je drukčiji u odnosu na njegove ranije filmove. U Umjetnoj inteligenciji, obitelj izbjegava i ne prihvaća Davida, a velika većina svijeta nikad ne mora zaraditi ljubav prave majke jer je ona bezuvjetna. U filmu Uhvati me ako možeš situacija je dosta ironična: Frank, koji se neprestano buni protiv autoriteta, na kraju postaje dio sistema protiv kojeg se bunio. Rat svjetova je bio prvi Spielbergov pokušaj da prikaže nasilne izvanzemaljce, dok je München dosta nejasan, jer na kraju nije jasno hoće li ciklus nasilja zapravo ikad prestati.

### Suradnici
Kad je riječ o angažiranju glumaca i ostalog filmskog osoblja, Spielberg je poznat po dugim suradnjama s glumcima i osobljem. Na primjer, angažirao je Richarda Dreyfussa u nekoliko filmova: Ralje, Bliski susreti treće vrste i Uvijek. Osim njega, angažirao je i Harrisona Forda kako za manje, tako i glavne uloge, kao učitelja u kratkoj sceni iz E.T.-a, kao i za glavnu ulogu u trilogiji o Indiani Jonesu. Isto tako, angažirao je Toma Hanksa u više prilika te mu povjerio uloge u filmovima Spašavanje vojnika Ryana, Uhvati me ako možeš i Terminal. Osim njih, surađivao je i s Tomom Cruiseom na dva filma, Specijalnom izvještaju i Ratu svjetova. Spielberg voli raditi s produkcijskim osobljem koje poznaje duže vrijeme. Primjer je suradnja s Kathleen Kennedy, koja je bila producent na svim njegovim glavnim filmovima, od E.T.-a do Münchena. Od filma Schindlerova lista surađuje sa snimateljem Januszom Kaminskim, s montažerom Michaelom Kahnom od Bliskih susreta. Kahn je montirao sve njegove filmove nakon toga, osim E.T.-a. Većina Spielbergovih filmova koji su izašli na DVD-u kao dodatak ima dokumentarac Laurenta Bouzereaua.
Najpoznatija Spielbergova dugogodišnja suradnja je ona s Johnom Williamsom, čiju je glazbu koristio u svim svojim filmovima nakon Sugarland Expressa (osim u filmu Boja purpura). Jedan od najistaknutijih Spielbergovih zaštitnih znakova vjerojatno je upotreba Williamsove glazbe koja daje pečat vizualnim scenama i pokušava ostaviti dojam na gledatelje. Ove scene često prikazuju sunce (npr. Carstvo sunca, Spašavanje vojnika Ryana, posljednja scena u Jurskom parku i odjavna špica filma Indiana Jones i posljednji križarski rat (u kojoj jašu sa zalaskom sunca), a u zadnjim dvjema koristi se Williamsova glazba. Spielberg i njegovi suradnici filmaši George Lucas, Francis Ford Coppola, Martin Scorsese, John Milius i Brian De Palma poznati su kao "filmski balavci". Uz primarnu ulogu redatelja, Spielberg se često pojavljuje kao producent mnogih svojih filmova, kao i u ranim hitovima Joea Dantea i Roberta Zemeckisa.

### Ostalo
Spielberg često angažira svoje prijatelje redatelje kao glumce u nekim svojim filmovima: Richarda Attenborougha u Jurskom parku, Edwarda Burnsa u Spašavanju vojnika Ryana, Tima Blake Nelsona u Specijalnom izvještaju, Tima Robbinsa u Ratu svjetova, i Matthieua Kassovitza u Münchenu. Francois Truffaut pojavio se kao znanstvenik u Bliskim susretima treće vrste.

## Privatni život
Od 1985. do 1989. Spielberg je bio u braku s glumicom Amy Irving. Nakon njihova razvoda 1989. dobila je 100 milijuna dolara nakon što je sudac kontroverzno odbacio predbračni ugovor napisan na salveti. Njihov razvod bio je treći najskuplji razvod poznatih osoba u povijesti. Spielberg i Irving podijelili su skrbništvo nad njihovim sinom Maxom.
Nakon razvoda, Spielberg je započeo vezu s glumicom Kate Capshaw, koju je upoznao kad ju je angažirao za film Indiana Jones i prokleti hram. Vjenčali su se 12. listopada 1991. Capshaw se preobratila na judaizam kako bi se mogla vjenčati sa židovsko-američkim redateljem.

## Vanjske poveznice
|  | Zajednički poslužitelj ima stranicu o temi Steven Spielberg    |
|  | Zajednički poslužitelj ima još gradiva o temi Steven Spielberg |

- Steven Spielberg u internetskoj bazi filmova IMDb-u (engl.)
- Filmski.net  Arhivirana inačica izvorne stranice od 7. prosinca 2006. (Wayback Machine)